# Abd al-Kader
Abd al-Kader, Abd al-Qâdir, Abdel Kader of Abd el-Kader (eigenlijk: Sidi El-Hadj Abd al-Kader Uled Mahiddin; Arabisch: عبد القادر الجزائري) (Muaskar bij Oran, 6 september 1807 of 1808 - Damascus, 26 mei 1883), was een Algerijns vrijheidsstrijder. Zijn naam betekent in het Nederlands: Dienaar van de Machtige.

## Biografie
Zijn vader was een sjeik van de Qadiri Soefi-orde. Hij was een Berber van de Banu Ifran-stam. Hij ontving Koran-onderricht en volgde een opleiding in de theologie en het Arabisch. Hij verdiepte zich ook in de filosofie. In 1825 ging hij met zijn vader op bedevaart naar Mekka. Hier ontmoette hij de imam van Dagestan, Sjamil. Sjamil was een Kaukasisch verzetsstrijder. Hij sprak met de imam over diverse onderwerpen. Abd al-Kader ging ook naar Damascus, waar hij de graven van vooraanstaande islamitische geestelijken en voormannen bezocht.
Via Egypte reisden vader en zoon terug naar Algerije. In Egypte was Abd al-Kader onder de indruk van de hervormingen van Mohammed Ali, de onderkoning van Egypte. Kort na zijn terugkeer in Algerije vielen de Fransen Algerije binnen om het tot een kolonie te maken (1830). De Fransen verklaarden het oppergezag van de Ottomaanse sultans voor vervallen. De gouverneur van Algerije (de facto erfelijk vorst), de dej van Algiers, Hüseyin III (1767-1848), werd afgezet en de militaire administrators van de Fransen werden de hoogste autoriteit.

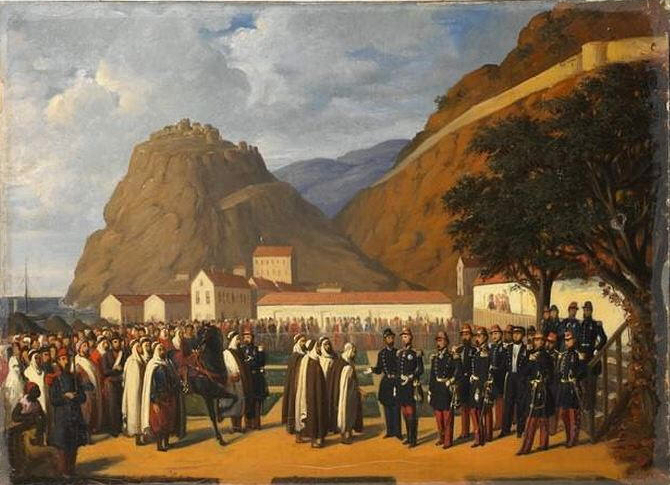
Overgave aan de Franse autoriteiten (1847)

Abd al-Kader verzette zich tegen de Franse aanwezigheid en zette een guerrillaleger op. In 1832 werd hij emir (= vorst) van het leger en begon hij een guerrilla tegen de Franse bezetter. Een aantal stammen voegden zich bij het leger van Abd al-Kader en hij boekte door gebruik te maken van guerrillamethoden enkele belangrijke militaire successen (meerdere Franse bevelhebbers moesten hun ontslag indienen). In 1842 zonden de Fransen militaire eenheden naar Algerije om de legers van Abd al-Kader te verslaan. In 1844 verlegde hij zijn hoofdkwartier naar Marokko, maar de bloedige strijd bleef aanhouden.
De Fransen versloegen de legers van Abd al-Kader en op 21 december 1847 gaf hij zich over aan de gouverneur-generaal van Algerije, Hendrik van Orléans, hertog van Aumale, en generaal Lamoricière. De voorwaarde was dat hij zich mocht vestigen in Alexandrië of Akko. De Fransen hielden hun woord niet en Abd al-Kader werd naar Frankrijk gedeporteerd en gevangengezet in Toulon en daarna te Pau. In november 1848 werd hij overgebracht naar het Kasteel van Amboise. In oktober 1852 werd hij door keizer Napoleon III vrijgelaten, op voorwaarde dat hij naar Constantinopel zou gaan en niet meer voor onrust zou zorgen in Algerije. Abd al-Kader werd door de Ottomaanse Sultaan in Topkapi ontvangen. Hij kreeg een hoge islamitische rechterlijke functie aangeboden, die hij weigerde. Abd al-Kader woonde vervolgens in Istanboel, Broessa en Damascus en wijdde zich aan het schrijven van gedichten en filosofie.
In juli 1860 brak er een conflict uit tussen de Maronieten en Druzen in het gebergte Libanon. Kort daarop vielen moslims in Damascus de christenen in de Christenwijk aldaar aan. Er vielen ruim 3000 doden. Abd al-Kader en zijn eigen lijfwachten redden het leven van vele christenen door hun een veilige haven aan te bieden in zijn woning en in de Citadel van Damascus. Door zijn nobele optreden werd hij door Napoleon III benoemd tot Grootkruis in het Franse Legioen van Eer en ontving hij een pensioen van 4000 Louis per jaar.
In 1865 bezocht Abd al-Kader Parijs en Londen en in 1867 bezocht hij de Wereldtentoonstelling in Parijs.

## Trivia
- In Constantine, Algerije, is een moskee naar Abd al-Kader vernoemd.
- Een Amerikaans stadje, Elkader in Iowa is naar Abd al-Kader vernoemd.
- Zijn stoffelijk overschot werd in 1970 in Algerije herbegraven.
- In februari 2008 verscheen in Frankrijk de Abd el-Kaderpostzegel ter waarde van € 0,54 om hem te herdenken.
- In de Marokkaanse stad Meknes, is een treinstation naar Abd al-Kader vernoemd.

## Werken
- Poésies d'Abd-el-Kadir — Parijs 1846
- Rappel à l'intelligent, avis à l'indifférent — vertaald door: Dugat, Parijs 1858

Daarnaast verscheen er een boek over Arabische paarden van zijn hand (titel onbekend)